# Opseg
Opseg je duljina zatvorene krivulje. 
Izračunavanje opsega pravilnih likova sa stranicama u ravnini je intuitivno, dok je izračunavanje opsega kružnice i elipse bio zadatak koji su rješavali starogrčki matematičari.

## Formule za opseg mnogokuta
| lik                       | formula                                                              | varijable                                                              |
| ------------------------- | -------------------------------------------------------------------- | ---------------------------------------------------------------------- |
| trokut                    | {\displaystyle a+b+c\,}                                              | gdje su a, b i c duljine stranica trokuta.                             |
| romb                      | {\displaystyle 4a}                                                   | gdje je a duljina stranice.                                            |
| pravokutnik               | {\displaystyle 2(a+b)}                                               | gdje je a širina, a b visina pravokutnika.                             |
| mnogokut                  | {\displaystyle a_{1}+a_{2}+a_{3}+\cdots +a_{n}=\sum _{i=1}^{n}a_{i}} | gdje je ai duljina i-te stranice n-terokuta.                           |
| jednakostranični mnogokut | {\displaystyle n\cdot a\,}                                           | gdje je a duljina stranice, a n broj vrhova.                           |
| pravilni mnogokut         | {\displaystyle 2nb\sin \left({\frac {\pi }{n}}\right)}               | gdje je n broj vrhova, a b udaljenost središta i nekog vrha mnogokuta. |

## Opseg kružnice
Opseg kružnice računa se po sljedećoj formuli:
{\displaystyle O=2\cdot {r}\cdot \pi }
gdje je r polumjer kružnice, a π je matematička konstanta pi.